# となりの聖くん
『となりの聖くん』（となりのひじりくん）とは、八神千歳による日本の漫画作品。『ChuChu』（小学館）にて2006年2月号および3月号に掲載された。
当項目では単行本に同時収録されている読み切り作品『抱きしめたいっ!!』、『HELP!』、『センセイのひみつ。』についても記述する。

## 概要
となりの聖くん
月刊化後の『ChuChu』における八神千歳初の掲載作品となる当作品は主人公・恵が通う学校にいる2人の性格が大きく異なる聖兄弟についてを綴った作品である。
抱きしめたいっ!!
『ChuChu』2005年初夏号掲載。主人公・杉浦ほのかの家に養子としてやってきた杉浦未来との関係を綴った作品である。
HELP!
『ChuChu』2005年秋号掲載。「抱きしめたいっ!!」の続編である。
センセイのひみつ。
『ChuChu』2006年11月号掲載。主人公・高崎杏子は父親からの依頼で家庭教師を引き受け、依頼者・仁の成績向上を図る作品である。

## 登場人物

### となりの聖くん
恵（めぐみ）
主人公。
テニス部所属。聖准平と同クラスで日直当番にたまたま准平と同じ日であることから出会いが始まった。
聖 准一（ひじり じゅんいち）
聖兄弟の兄。
学校中のアイドルでテニス部のエースである。
聖 准平（ひじり じゅんぺい）
聖兄弟の弟。眼鏡をかけている。
地味な性格で無表情。朝から裏庭で読書をする癖がある。

### 抱きしめたいっ!!・HELP!
杉浦 ほのか（すぎうら ほのか）
主人公。女子校に在学。
養子としてやってきた未来のことを思い続けている。
杉浦 未来（すぎうら みらい）
4歳に時に両親を交通事故で亡くし杉浦家に養子としてやってきた少年。
サッカー部所属。腰が細く美形な体格である。
古川（ふるかわ）
学校中で未来とお似合いのカップルといわれている少女。
ほのかは未来との関係を変装して監視していた。
松本（まつもと）
HELP!に登場。料理が下手で料理教室に通っている少女。
好きな彼氏においしい料理を作るために日々努力している。

### センセイのひみつ。
高崎 杏子（たかさき きょうこ）
主人公。
有数の進学校のトップクラスの成績を誇る優等生。父親からの依頼で家庭教師を引き受ける。
仁（じん）
学年最下位の劣等生。
成績向上のために熱心な杏子を疎ましく思っているが高校生であることがわかるとつきあうようになっていく。

## 書誌情報
- 八神千歳『となりの聖くん』小学館〈ちゅちゅコミックス〉、2006年12月初版発行（12月27日発売[1]）、ISBN 978-4-09-130797-2
- 『新装版 となりの聖くん』小学館〈ちゃおコミックス〉、2012年8月初版発行（8月31日発売[2]）、ISBN 978-4-09-134666-7